# Олений Рог-2
Олений Рог-2 — деревня в Пеновском районе Тверской области.

## География
Находится в западной части Тверской области на расстоянии приблизительно 8 км на север-северо-запад по прямой от районного центра поселка Пено у южного берега озера Вселуг.

## История
Показана на карте 1980 года. До 2020 года входила в Заёвское сельское поселение (Тверская область) Пеновского района до их упразднения. В деревне расположена база отдыха.

## Население
Численность населения: 3 человека (русские 100 %) в 2002 году, 1 в 2010.